# جمهوری آفریقایی جنوب
جمهوری آفریقایی جنوب (به لاتین: South African Republic)، یکی از کشورهای اسبق که در آفریقای جنوبی امروزی که بین سال‌های ۱۸۵۲ تا ۱۹۰۲ قرار داشت. پس از آن که زارها توانستند بریتانیایی‌ها را در جنگ بوئر اول شکست دهند، و توانستند استقلال خود را تا جنگ بوئر دوم حفظ کنند تا اینکه سرانجام از نیروهای انگلیسی در سال ۱۹۰۲ شکست خوردند و استقلال خود را از دست دادند. پس از استعمار این منطقه، زار مبدل به کولونی ترنسوال شد که متشکل از استان‌هایی همچون خاوتنگ، لیمپوپو، امپومالانگا و قسمت‌های شمال غربی آفریقای جنوبی امروزی می‌شد.

## جنگ‌های بوئر
کشف الماس در سال ۱۸۶۷ و طلا در سال ۱۸۸۶ مشوق جدی رشد اقتصادی و مهاجرت گسترده و منجر به تضعیف وضعیت بومیان آفریقایی شد. بوئرها با موفقیت در مقابل دست‌درازیهای بریتانیا در طول جنگ اول بوئر (۱۸۸۰ تا ۱۸۸۱) مقاومت کردند و از تاکتیک‌هایی استفاده کردند که مناسب با شرایط محلی بود. مثلاً بوئرها لباسهای خاکی رنگی می‌پوشیدند که همرنگ با زمین بود و در حالی‌که سربازان بریتانیایی یونیفرم‌های رنگ قرمز روشن می‌پوشیدند که آن‌ها را هدف‌های آسانی برای تیراندازان ماهر بوئری می‌ساخت. بریتانیایی‌ها با تعداد نفرات بیشتر و بدون لباسهای قرمز دوباره به جنگ برگشتند و در جنگ دوم بوئر (۱۸۹۹ تا ۱۹۰۲) شرکت کردند. تلاش بوئرها برای اتحاد با آلمانی‌های آفریقای جنوب غربی بهانه‌ای دیگر دست بریتانیایی‌ها داد تا کنترل جمهوری بوئر را نهایتاً به دست گیرند.

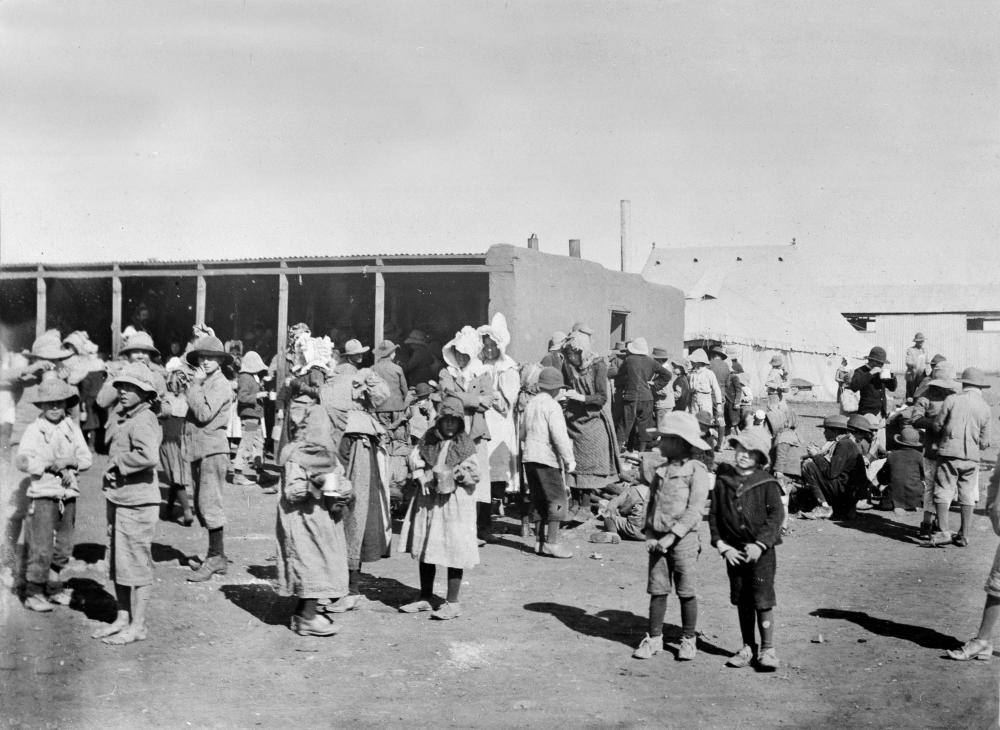
زنان و بچه‌های بوئرید در اردوگاه‌های کار اجباری بریتانیایی.

در جنگ دوم بوئر، بوئرها به شدت مقاومت کردند ولی عاقبت بریتانیا توانست نیروهای آن‌ها را شکست دهد و از تعداد نفرات بیشتر خود و کمک‌های خارجی و اردوگاه‌های کار اجباری و همچنین تاکتیک جنجال‌برانگیز زمین سوخته به خوبی استفاده کند. قرارداد ورنیگینگ حاکمیت مطلق بریتانیا بر جماهیر آفریقای جنوبی را تصریح کرد و دولت بریتانیای کبیر موافقت کرد تا بدهی سه میلیون پوندی دولتهای آفریقایی را به که به دلیل جنگ تحمیل شده بود را بپردازد. یکی از مفاد اصلی این قرار داد که جنگ را به اتمام می‌رساند این بود که سیاهان بجز در مستعمره کیپ، حق رای ندارند.
بعد از چهار سال مذاکره اتحادیه آفریقای جنوبی از مستعمره کیپ و استان کوازولوناتال و همچنین جمهوری‌های منطقه آرنج فری و ترانسوال در ۳۱ ماه مه سال ۱۹۱۰ دقیقاً ۸ سال پس از پایان جنگ دوم بوئر تشکیل شد. این اتحادیه نوعی حکومت سلطنتی بود. در سال ۱۹۳۴ حزب آفریقای جنوبی و حزب ملی آفریقای جنوبی برای تشکیل حزب متحد آفریقای جنوبی و به دنبال آشتی بین آفریقایی‌ها و سفید پوستانِ انگلیسی‌زبان ادغام شدند؛ ولی اتحادیه به دلیل ورود به جنگ جهانی دوم به عنوان متحد بریتانیا از هم پاشید. حرکتی که حزب ملی به شدت مخالف آن بود.